# 장바티스트 미종
장바티스트 미종(프랑스어: Jean-Baptiste Migeon, 1768년 12월 29일 ~ 1845년 12월 28일)은 19세기 프랑스의 산업가자 정치인으로, 알자스의 경제발전과 정치적 변화에 중요한 역할을 했다.

## 생애

### 출생 및 배경
장바티스트 미종은 1768년 12월 29일 프랑스 샹파뉴의 한 지방인 브로 (아르덴주)에서 태어났다. 당시 알자스와 인접한 지역에서 성장했으며, 가족은 지역 내 철강·제련업과 밀접한 관련을 맺고 있었다. 그의 초기 생애와 교육에 대한 세부 기록은 남아 있지 않으나, 이후 자신이 제련소 주인으로 불릴 만큼 철강업계에 진출한다.

### 산업가로서의 성공
장바티스트 미종은 메지에르 (아르덴주) 일대에서 철강 생산을 중심으로 한 산업 경영에 뛰어난 수완을 보였다. 그는 자신이 소유하거나 참여한 제철소를 통해 지역 경제 발전에 기여했으며, 강철 제품의 공급과 수요 체계를 정비하고 고용을 창출했다. 그의 제철소는 이후 프랑스 동부의 중공업 성장 기반이 됐으며, 이 유산은 그 자녀들과 사위와 손자들에 의해 이어져 갔다.

### 정치 경력

#### 국회의원 경력
장바티스트 미종은 산업가로서의 성공을 기반으로 정치에 입문하게 된다. 1827년 11월 24일, 그는 오랭주에서 대선거구 후보로 출마하여 프랑스의 국회의원으로 선출됐다.

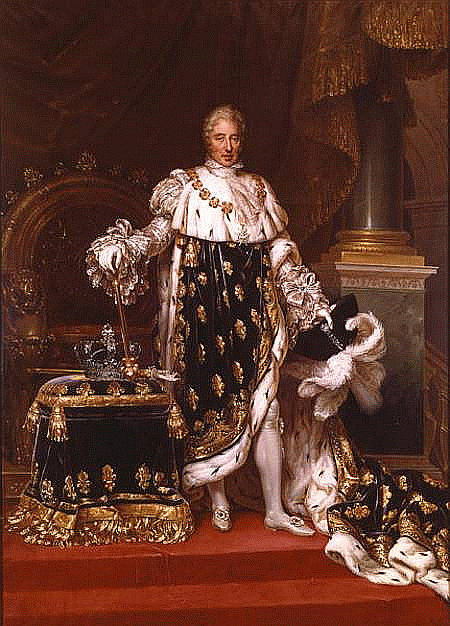
1827년에 장바티스트폴랭 게랭이 그린 프랑스의 국왕 샤를 10세의 초상화

그는 샤를 10세의 치하에서 부르봉 왕정복고 말기, 헌법적 왕당파에 소속되어 의정 활동을 했다. 1830년에는 벨포르 선거구에서 재선됐고, 바로 그해 7월 혁명 당시 중요한 정치적 입장을 표명하게 된다. 그는 정부의 전제 정치를 반대한 221인의 주소의 서명자 중 한 명으로, 이는 샤를 10세가 의회를 해산하고 언론을 탄압하려 했는 것에 대한 반대 입장을 분명히 한 사건이다.

민중을 이끄는 자유의 여신 (1830년 10월 ~ 1830년 12월, 7월 혁명, 외젠 들라크루아의 작품, 루브르 박물관)

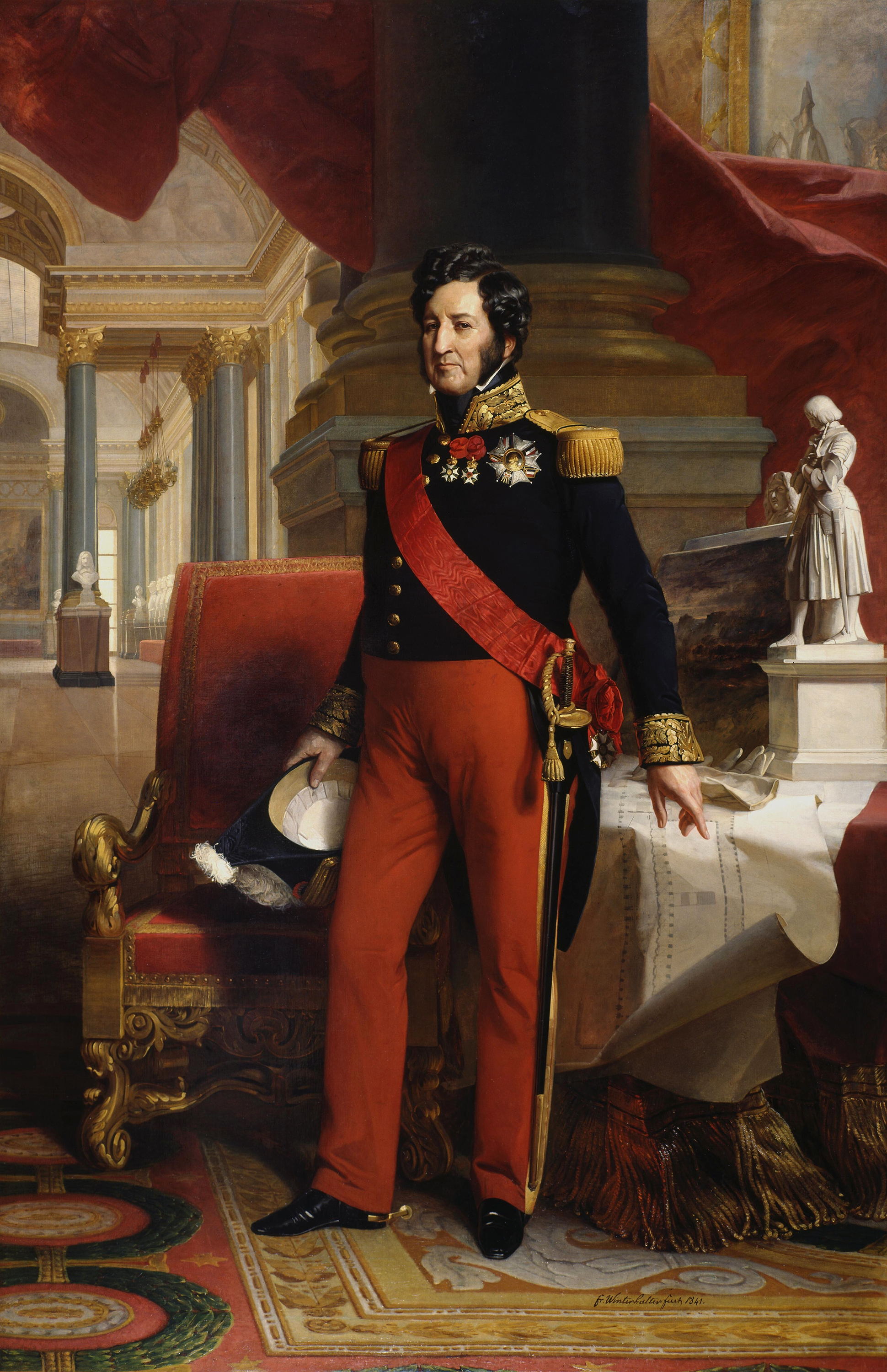
1841년에 프란츠 크사버 빈터할터가 그린 프랑스의 국왕 루이 필리프 1세의 초상화

이 서명은 정치적으로 큰 파장을 일으켰으며, 결국 1830년 7월 혁명의 도화선 중 하나가 됐다. 이후 루이 필리프 1세가 왕위에 오르며 7월 왕정이 출범했고, 장바티스트 미종 이 체제에서도 의원직을 수행했다. 그러나 그는 1831년 11월 23일에는 더 이상 출마하지 않고 정계를 떠난다.

### 사망과 매장
장바티스트 미종은 1845년 12월 28일, 파리에서 자연사로 77세의 나이로 사망했다. 그는 파리의 몽마르트르 묘지에 묻혔으며, 이후 그의 가족들도 같은 묘역에 함께 묻혔다.

## 역사적 의의
장바티스트 미종은 산업화 초기의 경제 구조를 선도한 동시에, 19세기 프랑스 정치의 자유주의적 흐름을 상징하는 인물 중 하나로 평가된다. 그는 샤를 10세의 전제정치에 반대하고 입헌주의를 지지한 온건 개혁주의자로, 당시 산업가들 중에서도 정치적 감각과 책임감을 갖춘 인물로 여겨졌다. 그의 정치적 행동, 특히 221인의 주소서명은 1830년 7월 혁명의 전조가 됐으며, 이후 루이 필리프 1세 입헌군주제 체제 수립에 중요한 기여를 한 것으로 평가받는다.

## 결론
장바티스트 미종은 한 세기의 격변 속에서 산업가자 정치인으로, 가족의 번영을 이룬 가장이었다. 그의 생애는 프랑스 산업화, 입헌주의 확산, 귀족-시민 계층 간 권력 이동이라는 흐름을 상징하며, 그가 남긴 유산은 정치적이고 산업적 영역 모두에서 20세기까지 이어졌다.

## 같이 보기
- 7월 혁명
- 샤를 10세
- 루이 필리프 1세
- 프랑스의 자유주의

|  | 부르봉 왕정복고의 오랭주의 국회의원 1827년 11월 24일 ~ 1831년 11월 23일 |